# 디 아워스
《디 아워스》(The Hours)는 2002년 공개된 영화로, 마이클 커닝햄의 소설 《세월》을 원작으로 한다. 스티븐 돌드리 감독이 연출하고 니콜 키드먼, 메릴 스트립, 줄리앤 무어, 에드 해리스 등 쟁쟁한 배우들이 출연했다.

## 줄거리
1941년, 저명한 작가 버지니아 울프는 주머니에 돌을 넣고 강에 몸을 던져 자살한다. 영화의 나머지 부분은 세 가지 다른 연도에 걸쳐 하루 동안 진행되며 그 사이를 오간다.
1923년, 울프는 런던 외곽 리치먼드의 고향에서 책 댈러웨이 부인을 쓰기 시작했다. 여러 차례 신경쇠약을 겪고 재발성 심한 우울증에 시달리는 버지니아는 하인들에게 위협받고 자신과 가까이 지내기 위해 집에서 출판 사업을 시작한 남편 레너드의 끊임없는 감시 아래 집안에 갇혀 있다고 느낀다. 울프는 동생 버네사와 그녀의 아이들이 오후에 방문하는 것을 환영하면서도 두려워한다. 그들이 떠난 후, 버지니아는 런던 중심부로 가는 기차를 기다리던 중 레너드가 그녀를 집으로 데려오기 위해 도착하자 기차역으로 도망친다. 그는 그녀가 스스로 목숨을 끊을까 봐 끊임없이 두려워하며 산다고 말한다. 그녀는 자신도 그것을 두려워하지만, 살아야 한다면 다른 어떤 사람만큼이나 어떻게, 어디서 살지를 결정할 권리가 있다고 주장한다. 1941년, 버지니아는 우스강에 몸을 던져 자살한다.
1951년, 불안에 시달리는 로스앤젤레스 주부 로라 브라운은 둘째 아이를 임신 중이며 어린 아들 리치와 함께 교외 주택에서 하루를 보낸다. 그녀는 제2차 세계 대전 직후 남편 댄과 결혼했고 겉으로는 아메리칸 드림을 살고 있지만 그녀는 깊이 불행하다. 그녀와 리치는 댄의 생일 케이크를 만들지만 그것은 실패작이다. 이웃 키티가 수술을 위해 병원에 있는 동안 개에게 먹이를 줄 수 있는지 물어보러 들른다. 키티는 기운을 내는 척하지만 로라는 그녀의 두려움을 느끼고 대담하게 그녀의 입술에 키스한다. 키티는 아무 말 없이 키스를 받아들이고, 두 여자 모두 그것이 가질 수 있는 숨겨진 의미를 무시한다. 로라와 리치는 성공적으로 다른 케이크를 만들고 청소를 한 다음, 리치를 래치 부인에게 데려다준다. 리치는 그녀 없이 남겨지는 것을 두려워하고 그녀는 돌아올 것이라고 주장하지만, 심부름을 하는 대신 자살할 의도로 호텔에 체크인한다. 로라는 핸드백에서 몇 병의 알약과 울프의 소설을 꺼내 댈러웨이 부인을 읽기 시작한다. 그녀는 잠이 들고 호텔 방이 침수되는 꿈을 꾸고, 마음을 바꾸어 깨어나 배를 어루만진다. 그녀는 리치를 데리고 집으로 돌아와 댄의 생일을 축하한다.
2001년, 뉴욕의 클라리사 본은 AIDS를 앓고 있는 시인이자 작가인 친구 리처드를 기리는 파티를 준비하며 하루를 보낸다. 리처드는 종종 클라리사를 "댈러웨이 부인"이라고 부른다. 클라리사는 리처드와 그의 우울증, 그리고 그를 위해 계획하는 파티에 대해 똑같이 걱정하는 것처럼 보인다. 클라리사 자신은 10년 동안 샐리 레스터와 함께 살고 있는 레즈비언이지만, 그녀와 리처드는 대학 시절 연인이었고, 그는 수년 전에 그를 떠났지만 축제를 위해 돌아온 루이 워터스를 포함하여 평생을 게이 관계에서 보냈다. 클라리사의 딸 줄리아가 집으로 돌아와 그녀를 돕는다. 결국 리처드는 클라리사에게 그녀를 위해 살아왔으며, 상은 곧 죽을 지경에 이르렀을 때 더 일찍 받지 못했기 때문에 무의미하다고 말한다. 그는 온갖 종류의 알약을 먹었지만, 그녀가 자신의 인생에서 가졌던 가장 아름다운 것이라고 말하고 창밖으로 뛰어내려 죽는다. 그날 밤 늦게 리처드의 어머니인 로라가 클라리사의 아파트에 도착한다. 로라의 포기가 그에게 깊은 트라우마였음은 분명하지만, 로라는 딸이 태어난 후 자살하는 것보다 가족을 떠나는 것이 더 나은 결정이었다고 밝힌다.

## 한국어 더빙 성우진(MBC)
- 송도영 - 버지니아 울프 (니콜 키드먼)
- 정희선 - 클라리스 본 (메릴 스트립)
- 기경옥 - 로라 브라운 (줄리앤 무어)
- 전임복
- 김명수
- 이병식
- 박영화
- 황윤걸
- 유은숙
- 한수림
- 유상우
- 이민하
- 한경화